# Sapiranga
Sapiranga, amtlich portugiesisch Município de Sapiranga, ist eine Gemeinde im Bundesstaat Rio Grande do Sul im Süden Brasiliens. Sie liegt im Vale do Sinos, dem Tal des Rio dos Sinos, etwa 50 km nördlich von Porto Alegre. In dieser industriell geprägten Gegend sind die Schuhindustrie und deren Zulieferfirmen vorherrschend.
Sapiranga wird oft die „Stadt der Rosen“ genannt. Aus einem einfachen Gartenwettbewerb hat sich das jährliche Rosenfestival entwickelt, das mit Musik, Tanz und Rosen im November gefeiert wird.
Die Bevölkerungszahl wurde zum 1. Juli 2019 auf 81.734 Einwohner geschätzt.

## Sport
Ein Fußballteam der Stadt ist Associação Esportiva Sapiranga.

## Persönlichkeiten
- Leandro Machado (* 1963), Fußballtrainer
- Roberto César (* 1985), Fußballspieler